# Lālā
Lālā (osmanisch لالا lala, İA lâlâ) war ein Titel im Osmanischen Reich. Die Lala waren mit der Aufgabe betraut, die Şehzade auszubilden und zu betreuen. Auch wenn Lālā in gewissem Sinne Diener waren, waren sie dennoch hochangesehen und galten als Vorgesetzte der Şehzade. Die Lālā waren in der Regel ältere Männer, denen von den Şehzade Respekt entgegenzubringen war.